# Герметичний стикувальний перехідник

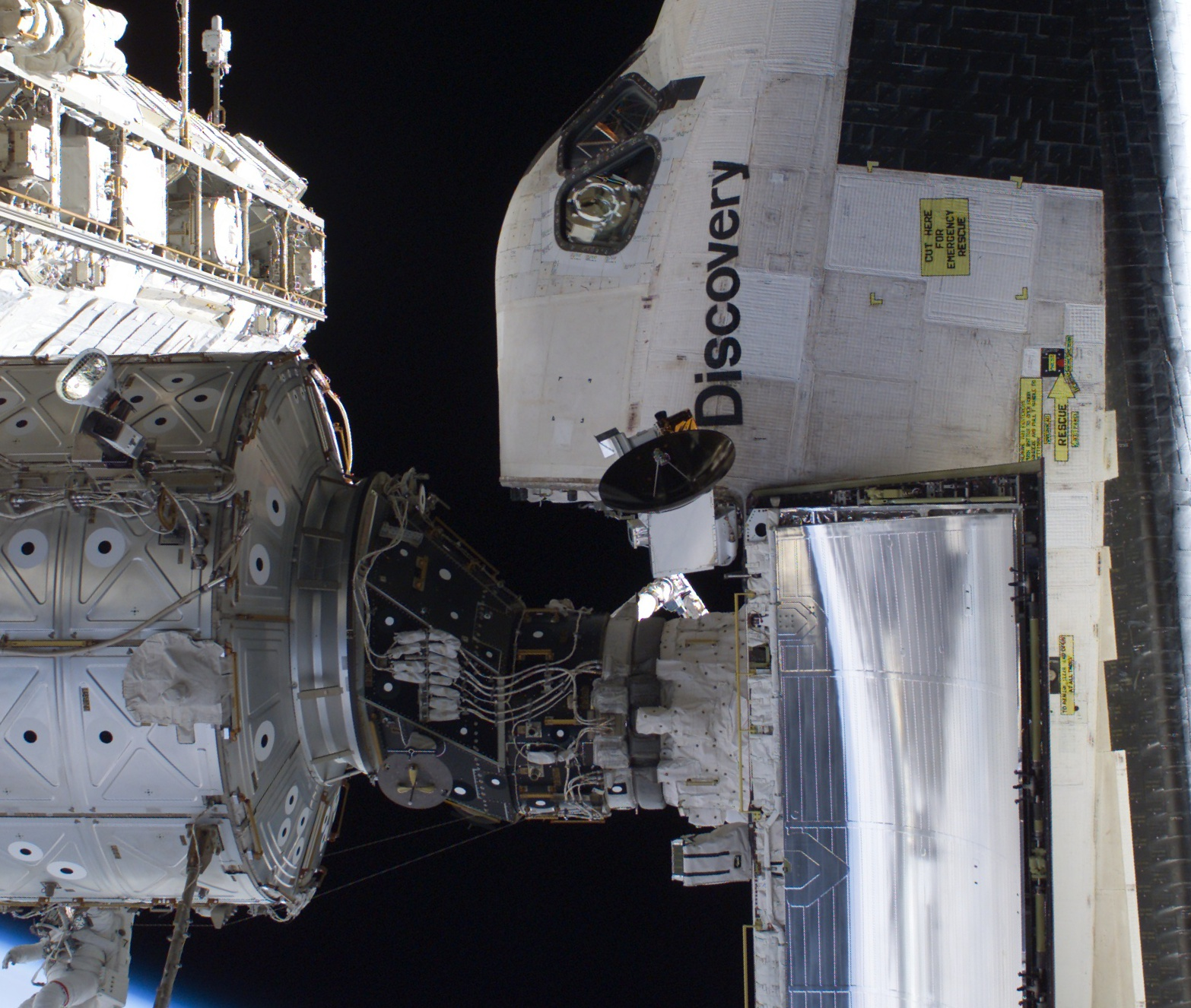
Космічний човник Діскавері пристикований до одного з ISS' PMAs

Герметичний або непроникний стикувальний перехідник (англ. Pressurized Mating Adapters, PMA), гермо адаптер) — спеціальні герметичні перехідні тунелі, обладнані стикувальними вузлами, що використовуються на Міжнародній космічній станції (МКС) для з'єднання між собою модулів станції і космічних апаратів з різними стикувальними механізмами.
Два перших PMA були запущені разом з модулем «Юніті» в ході польоту STS-88. Третій був доставлений на орбіту шатлом «Діскавері» в польоті STS-92.
Кожен герметичний перехідник на МКС використовується по різному, але всі три виконують одне і те ж основне завдання —  з'єднання портів модулів МКС, обладнаних  єдиним механізмом припасування  (англ. Common Berthing Mechanism, CBM), і портів з  андрогін-периферійним агрегатом стикування (АПАС), розташованих на іншому модулі або кораблі відвідування.